# Келче-Копкі
Келче-Копкі (пол. Kiełcze-Kopki) — село в Польщі, у гміні Кольно Кольненського повіту Підляського воєводства.
Населення — 106 осіб (2011).

## Демографія
Демографічна структура станом на 31 березня 2011 року:
|          | Загалом | Допрацездатний вік | Працездатний вік | Постпрацездатний вік |
| -------- | ------- | ------------------ | ---------------- | -------------------- |
| Чоловіки | 54      | 14                 | 34               | 6                    |
| Жінки    | 52      | 8                  | 34               | 10                   |
| Разом    | 106     | 22                 | 68               | 16                   |